# Linares-toernooi

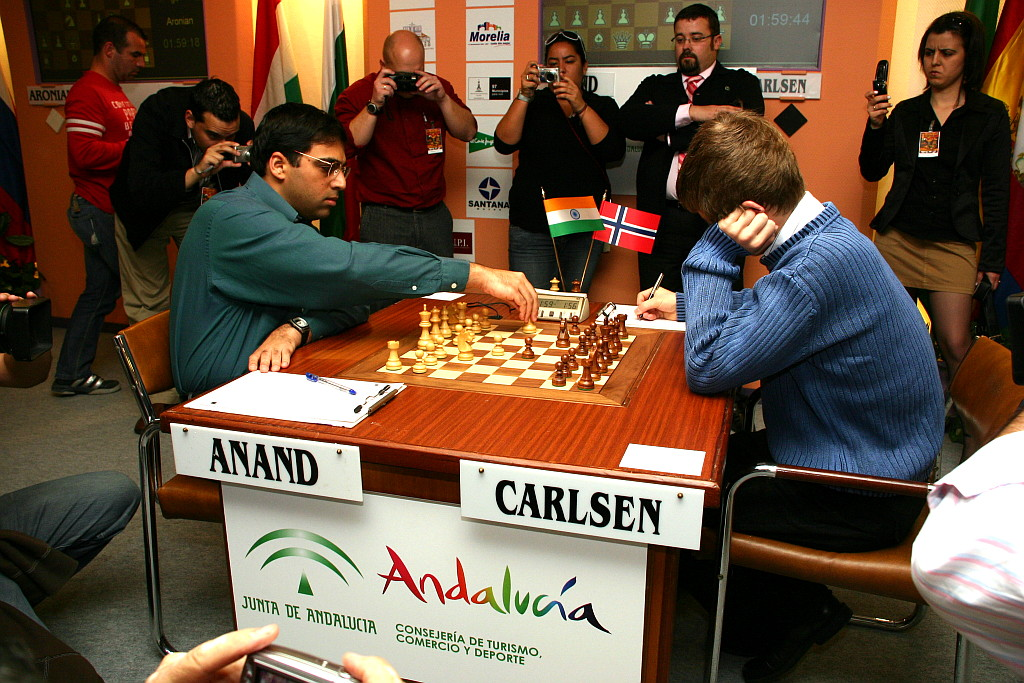
Viswanathan Anand tegen Magnus Carlsen in 2007

Het Linares-toernooi was een Spaans schaaktoernooi dat werd georganiseerd van 1978 tot 2010, in zijn hoogtijdagen jaarlijks; onderstaande tabel geeft alle edities. Het is vernoemd naar de Andalusische stad Linares waar het plaatsvond. Sinds 2006 werd de eerste helft van het toernooi gespeeld in het Mexicaanse Morelia.
In het begin van de jaren negentig was Linares het meest prestigieuze en gewoonlijk sterkst bezette jaarlijkse toernooi ter wereld. De jaren daarna was het nog steeds, samen met het Tata Steel-toernooi en 'Dortmund' een van de sterkst bezette toernooien.

## Winnaars Linares
| Jaar | Winnaar               |
| ---- | --------------------- |
| 1978 | Jaan Eslon            |
| 1979 | Larry Christiansen    |
| 1981 | Anatoli Karpov        |
| 1983 | Boris Spasski         |
| 1985 | Ljubomir Ljubojević   |
| 1988 | Jan Timman            |
| 1989 | Vasyl Ivantsjoek      |
| 1990 | Garri Kasparov        |
| 1991 | Vasyl Ivantsjoek      |
| 1992 | Garri Kasparov        |
| 1993 | Garri Kasparov        |
| 1994 | Anatoli Karpov        |
| 1995 | Vasyl Ivantsjoek      |
| 1997 | Garri Kasparov        |
| 1998 | Viswanathan Anand     |
| 1999 | Garri Kasparov        |
| 2000 | Vladimir Kramnik      |
| 2001 | Garri Kasparov        |
| 2002 | Garri Kasparov        |
| 2003 | Péter Lékó            |
| 2004 | Vladimir Kramnik      |
| 2005 | Garri Kasparov        |
| 2006 | Levon Aronian         |
| 2007 | Viswanathan Anand     |
| 2008 | Viswanathan Anand     |
| 2009 | Aleksandr Grisjtsjoek |
| 2010 | Veselin Topalov       |